# Čači Vorba
Čači Vorba est un groupe polonais de musique tzigane et du monde. Formé en 2006, il réalise une fusion acoustique avec de la musique ethnique, du jazz, de la musique moderne des Balkans et d'autres genres effectuées sur des instruments traditionnels, tels que le bracsa hongrois, le kemence turc, bouzouki grec, cobza roumain ou le darabuka dombek.

## Histoire
Après deux ans de concerts, en mai 2008, le label discographique Red Taboret sort le premier album de Čači Vorba : Szczera Mowa. Il est enregistré dans le studio Rogalów d'Obuh Records. Dès début 2010, le groupe part en tournée en Ukraine et en Italie. En juillet de la même année, leur premier disque sort en live en édition allemande accompagné de deux morceaux inédits. Ainsi, le groupe fait équipe avec l'une des principales maisons de disque allemandes spécialisé dans le folk et les musiques du monde : Oriente. La première officielle de l'édition allemande du disque a eu lieu à Berlin, le 12 juillet 2010.
En novembre de la même année apparaît la première vidéo annonçant le deuxième album du groupe, Tajno Biav - Secret Marriage (pl). Le clip présente le single Te aştept neica de-o lună et est tourné dans la forêt et les marais du Parc national de Polésie. Le scénario et la réalisation du clip sont respectivement de Peter Smolenski et Damian Bieniek. Le même mois, le groupe reçoit le prestigieux Prix de la critique allemande du disque (de) dans la catégorie « folk et folklore » pour leur nouvel album.
L'édition allemande de Szczera Mowast est classé soixante-treizième dans le top 100 des albums de musiques du monde dans la revue britannique Songlines (en) de janvier 2011. La critique est également positive et la chanson Doar o mama est publiée sur le CD Songlines avec un tirage de 20 000 copies. Szczera Mowast obtient également la sixième place des World Music Charts Europe (de), et est classé parmi les dix meilleurs albums folk de 2010 de la Radio Nacional de España. Le site polonais folk24.pl classe l'album parmi les dix albums folk les plus importants de la dernière décennie. Le clip Te aştept neica de-o lună est classé à la première place des Najważniejsze wydarzenia 2010.
Čači Vorba se produit pour la première fois en France fin février 2013, lors de la Fête du violon de Luzy.

## Membres
- Marija Natanson – chant, violon, kemence, kaşιk
- Paul Jay – accordéon
- Peter Majczyna – guitare, bouzouki, mandole, cobza
- Sebastian Szebesta – batterie
- Robert Brzozowski – contrebasse

## Discographie
- 2008 : Szczera Mowa (Red Taboret)
- 2011 : Tajno Biav - Secret Marriage (pl) (Oriente)
- 2015 : Satrika